# Crytea phorcys
Crytea phorcys là một loài tò vò trong họ Ichneumonidae.